# Arrondissement di Bruges
L'arrondissement di Bruges (in olandese Arrondissement Brugge, in francese Arrondissement de Bruges) è una suddivisione amministrativa belga, situata nella provincia delle Fiandre Occidentali e nella regione delle Fiandre.

## Composizione
L'arrondissement di Bruges raggruppa 10 comuni:
- Beernem
- Blankenberge
- Bruges (Brugge)
- Damme
- Jabbeke
- Knokke-Heist
- Oostkamp
- Torhout
- Zedelgem
- Zuienkerke

## Società

### Evoluzione demografica
Abitanti censiti
- Fonte dati INS - fino al 1970: 31 dicembre; dal 1980: 1º gennaio